# 沃爾格林
沃爾格林公司（Walgreen Company，Walgreens）是美國最大的連鎖藥局。截至2014年5月31日止，沃爾格林共有8,217間店舖分佈於美國五十州、哥倫比亞特區、波多黎各以及美國維京群島。沃爾格林在1901年創立於伊利諾伊州芝加哥，目前總部位於芝加哥郊區的迪爾菲爾德。
2012年沃爾格林以現金加股票形式出資67億美元收購歐洲最大藥品分銷商聯合博姿(Alliance Boots)的45%股權
2014年8月6日，沃爾格林同意以53億美元現金和1.443億股股票合共斥資153億美元購入歐洲最大藥品分銷商聯合博姿(Alliance Boots)剩餘的55%股份。在合約條件下，兩間公司於2014年12月31日共同組成了新的控股公司沃爾格林聯合博姿，沃爾格林成為新控股公司旗下的子公司，在納斯達克市場上以「WBA」作為交易代號。

## 概要
沃爾格林在美國各地的藥局店面中提供消費者商品的銷售和多項服務，以及藥局、相片沖洗和健康與全適能服務。此外公司亦設有沃爾格林健康服務分部、沃爾格林健康與全適能分部。截至2014年1月31日止，沃爾格林在美國共有8,206間分店。沃爾格林也經營數間網路商店，包括Beauty.com、Drugstore.com和VisionDirect.com。

### 歷史

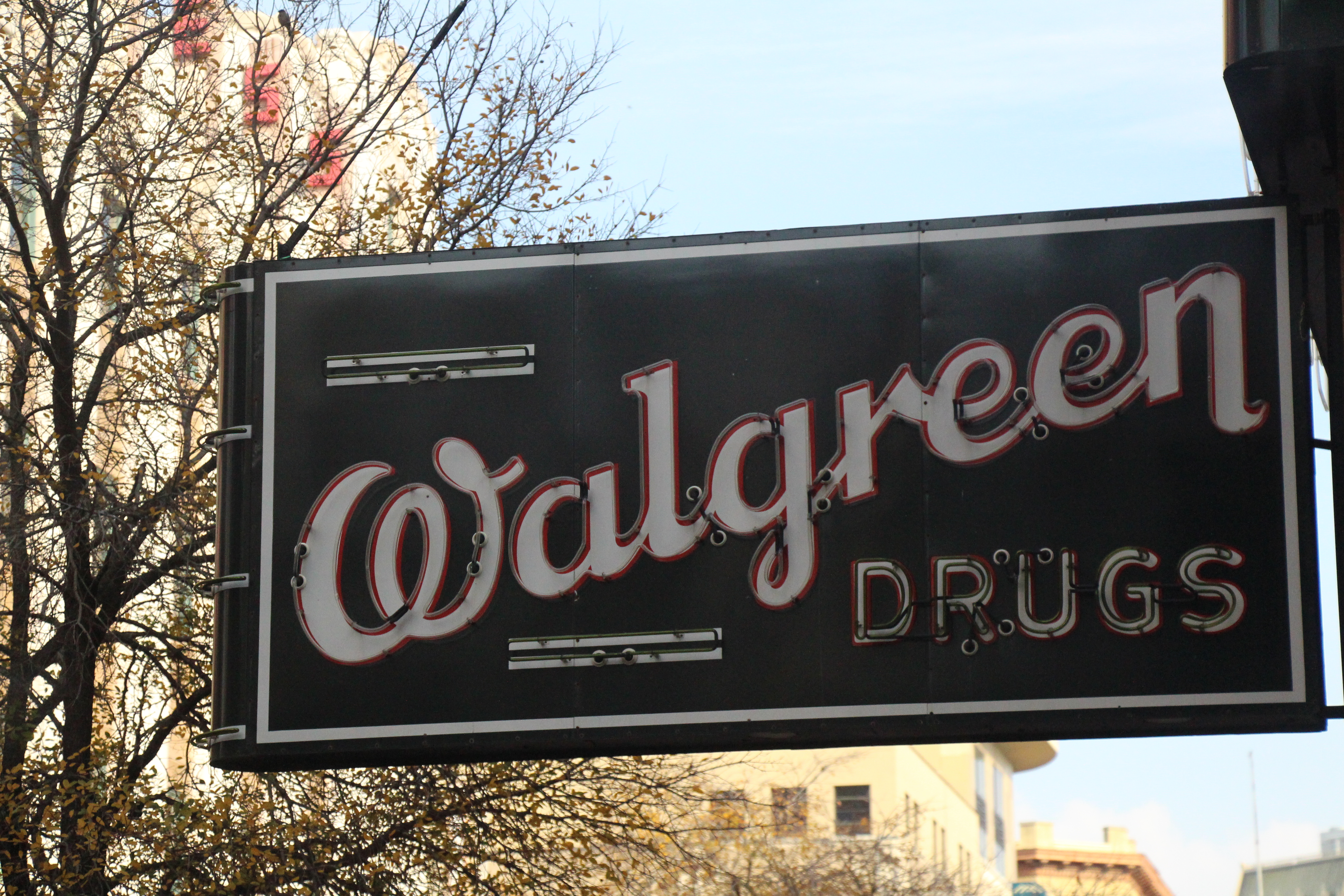
早期的「沃爾格林藥局」招牌，至今仍在德州聖安東尼奧使用。

沃爾格林最早在1901年成立，在當時是一間位於芝加哥街角的藥局，由盖尔斯堡當地人查爾斯·魯道夫·沃爾格林（Charles R. Walgreen）經營。至1913年時，沃爾格林已在芝加哥南區有著四間分店。1919年時沃爾格林已有20間連鎖店。由於禁酒令的頒布，沃爾格林在1920年代獲得很大的成功。在當時，酒類被歸類為非法物品，但醫生處方開立的酒類製品則可在包括沃爾格林在內的藥局中銷售。
1922年，沃爾格林推出了奶昔飲品，並設立了冰淇淋製造工廠。次年，沃爾格林開始在住宅區以外的地方開設分店。在1920年代中期，沃爾格林已有44間分店，年營業額達到1,200,000美元。沃爾格林的分店已擴展至明尼蘇達州、密蘇里州和威斯康辛州。
到了1930年，沃爾格林已有397間分店，年營業總額為4,000,000美元。以威士忌為主的酒類銷售佳績促進了沃爾格林的擴張。1929年10月股市的大崩盤造成了經濟大蕭條，但並未影響沃爾格林太多。1934年時，沃爾格林在全美31州共有601間分店。

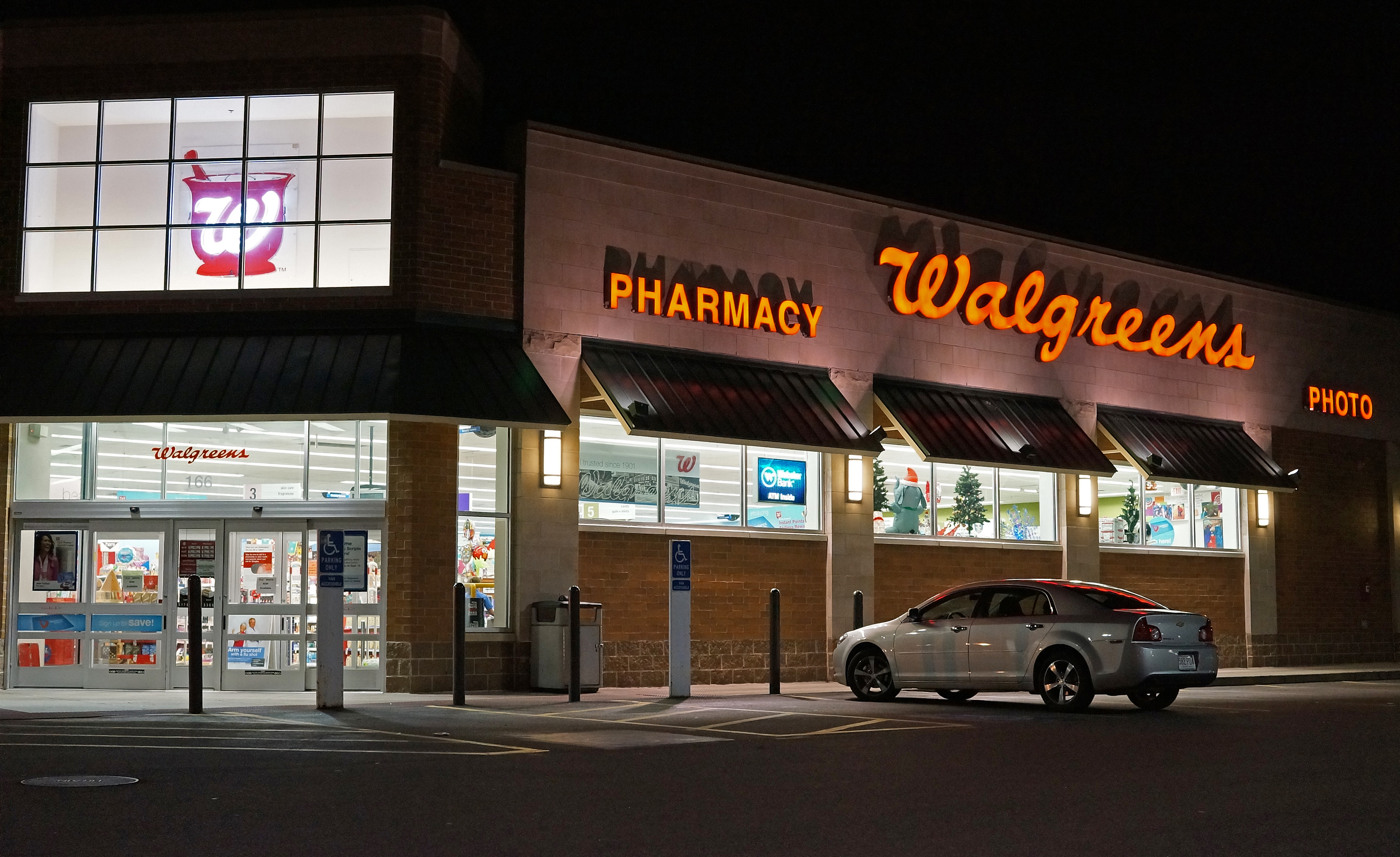
一間位於麻塞諸塞州的沃爾格林分店。

查爾斯·沃爾格林在1939年逝世，他的兒子查爾斯·R·沃爾格林接掌這間連鎖藥局。小沃爾格林在1950年代退休，由其子查爾斯·「庫爾克」·R·沃爾格林三世（Charles "Cork" R. Walgreen III ）接班，並導入條碼掃描系統讓公司更加現代化。沃爾格林三世退休後，在一段時間內沃爾格林家族並未參與公司的管理工作。在1986年，沃爾格林自Stop & Shop手中購入了「MediMart」公司。1995年，凱文·P·沃爾格林成為公司的副總裁，之後在2006年升任商店營運資深副總裁。
2006年7月12日，大衛·伯納爾（David Bernauer）離開沃爾格林執行長的職務，由公司總裁傑夫·瑞恩（Jeff Rein）接任。瑞恩具有亞利桑那大學的會計及藥品學位，在被任命為執行長和董事會長前曾擔任藥師、店經理和區經理。前沃爾格林健康服務的總裁葛雷格·瓦森（Greg Wasson）接任沃爾格林的總裁與營運長職位。
2008年，雷恩辭去執行長一職，由艾倫·G·麥可奈利（Alan G. McNally）接任主席及執行長。
2009年1月26日，沃爾格林宣布將由葛雷格·瓦森接任執行長一職，並在同年2月1日上任。

## 資料來源
1. ↑   (PDF).   [2015-04-21]. （原始内容存档 (PDF)于2015-02-07）.
2. 1 2 3 4 5 6 7   (XBRL). United States Securities and Exchange Commission. October 21, 2013  [2015-04-21]. （原始内容存档于2015-03-01）.
3. 1 2   (XBRL). United States Securities and Exchange Commission. March 27, 2014  [2015-04-21]. （原始内容存档于2015-09-24）.
4. ↑  . United States Securities and Exchange Commission.   [2015-04-21]. （原始内容存档于2016-05-31）.
5. ↑  . Reuters.   [2015-04-21]. （原始内容存档于2015-05-10）.
6. ↑  Linnane, Ciara. . Market Watch. 2014-12-31  [2014-12-31]. （原始内容存档于2014-12-31）.
7. ↑   (PDF).   [2015-04-21]. （原始内容存档 (PDF)于2015-02-18）.
8. ↑  . Walgreens.   [2013-01-30]. （原始内容存档于2017-12-06）.
9. ↑  . Walgreens.   [2008-03-06]. （原始内容存档于2014-03-21）.
10. ↑  . New York Times.   [2015-04-21]. （原始内容存档于2013-08-26）.
11. ↑  Daniel Okrent, Last Call: The Rise and Fall of Prohibition (197)
12. ↑  . Chain Drug Review. 2003  [2015-04-21]. （原始内容存档于2016-01-07）.
13. ↑  . Walgreens.   [2008-03-06]. （原始内容存档于2008-04-06）.
14. ↑  Wohl, Jessica. . Reuters. 2009-01-26  [2009-01-26].

## 外部連結
- 沃爾格林官方網站 （页面存档备份，存于）